# S-Bahn v Mnichově
S-Bahn v Mnichově tvoří společně s metrem základ městské hromadné dopravy v Mnichově, hlavním městě německé spolkové země Bavorsko. Provozovatelem systému je DB Regio, organizátorem pak Bayerische Eisenbahngesellschaft (BEG). Celá síť je integrována do tarifu místního dopravního systému Münchner Verkehrs- und Tarifverbund (MVV). Provoz systému byl zahájen při příležitosti konání Letních olympijských her v roce 1972.

## Historie

### Počátky příměstské dopravy
Na přelomu 19. a 20. století byly v Mnichově a jeho blízkém okolí vybudovány nové příměstské železnice s mnoha zastávkami, které měly zajistit lepší propojení předměstí s centrem města. Nevýhodou těchto tratí s celkem třinácti linkami byla jejich nepropojenost –⁠⁠⁠⁠⁠⁠ sedm z nich vyjíždělo z hlavního nádraží, pět z München Ost (východní nádraží) a jedna z München Isartalbahnhof. Mezi těmito stanicemi se cestující museli přepravovat přeplněnými tramvajemi.
Železniční stavitel Theodor Lechner vypracoval v roce 1900 studii, která se zabývala výstavbou čtyři kilometry dlouhé spojovací trati mezi hlavním a východním nádražím. Myšlenkou na výstavbu spojovací tratě se v roce 1911 zabývalo také Královské bavorské státní ministerstvo dopravy (Königlich Bayerischen Staatsministerium für Verkehrsangelegenheiten), které kvůli ochraně obvyvatelstva upřednostňovalo výstavbu podpovrchové tratě. Součástí těchto plánů bylo také rozšíření stávajících tratí na čtyřkolejné úseky, které by umožnily oddělení dálkové a příměstské dopravy. Velká hospodářská krize, který vypukla v roce 1929, však realizaci těchto plánů znemožnila.

### S-bahn za Třetí říše
Deutsche Reichsbahn začala pod vedením generálního ředitele Julia Dorpmüllera v roce 1937 připravovat výstavbu systému S-Bahn. Součástí projektu byly dvě tratě pod centrem města (z nichž jedna přibližně odpovídala současné Stammstrecke, hlavní spojovací trati pod centrem města) a okružní trať podobné té, kterou využívá S-Bahn v Berlíně. Na rozdíl od S-Bahnu v Berlíně či Hamburku měly být tratě elektrizovány stejnou střídavou trakční soustavou, kterou využívaly i dálkové vlaky a napájení souprav mělo být zajištěno trolejovým vedením, nikoliv napájecí kolejnicí.
V Mnichově mělo vzniknout 60 stanic a postaveno 103 kilometrů tratí oddělených od dálkové dopravy. Plánovaný interval mezi spoji byl 10 minut ve špičce, 20 minut mimo špičku. Do vzdálenějších předměstí měly vlaky jezdit v intervalu 60 minut. Provoz měly zajišťovat 60 metrů dlouhé třídílné elektrické jednotky s maximální rychlostí 90 km/h a schopností rekuperace. V roce 1938 byly na Lindwurmstraße zahájeny stavební práce na 750 metrů zkušebním úseku, který se měl později stát součástí nové severo-jižní trasy S-Bahn. Do roku 1941, kdy byly kvůli druhé světové válce práce zastaveny, bylo vybudováno 580 metrů. Až do konce války sloužila tato stavba jako protiletecký kryt a v roce 1971 se stala součástí trasy metra U6.

### Poválečné plánování
Po druhé světové válce využívalo mnichovské příměstské vlaky každý den 24 tisíc cestujících, v roce 1950 se jejich počet zdvojnásobil. V roce 1957 dosáhl počet obyvatel Mnichova milionu a každý rok se zvyšoval o dalších 50 tisíc. V roce 1961 počet cestujících stoupl už na 114 300 za den. Většina obyvatel aglomerace však nadále využívala k dojíždění automobily. Město se kvůli hrozícímu dopravnímu kolapsu už v roce 1954 vrátilo k plánování výstavby kapacitního systému hromadné dopravy.
V roce 1956 převzala Deutsche Bundesbahn část původních plánů Deutsche Reichsbahn a v roce 1959 představila veřejnosti projekt výstavby podpovrchové spojovací tratě V-Bahn (dnešní Stammstrecke) mezi hlavním a východním nádražím. Ta měla být propojena s 380 kilometry tratí, na kterých mělo vzniknout 134 stanic. Součástí projektu byla i výstavba prvního úseku mnichovského metra ve směru sever-jih s přestupní stanicí Marienplatz. Výstavba V-Bahn (Stammstrecke) byla definitivně schválena 10. července 1963.

### Zahájení provozu

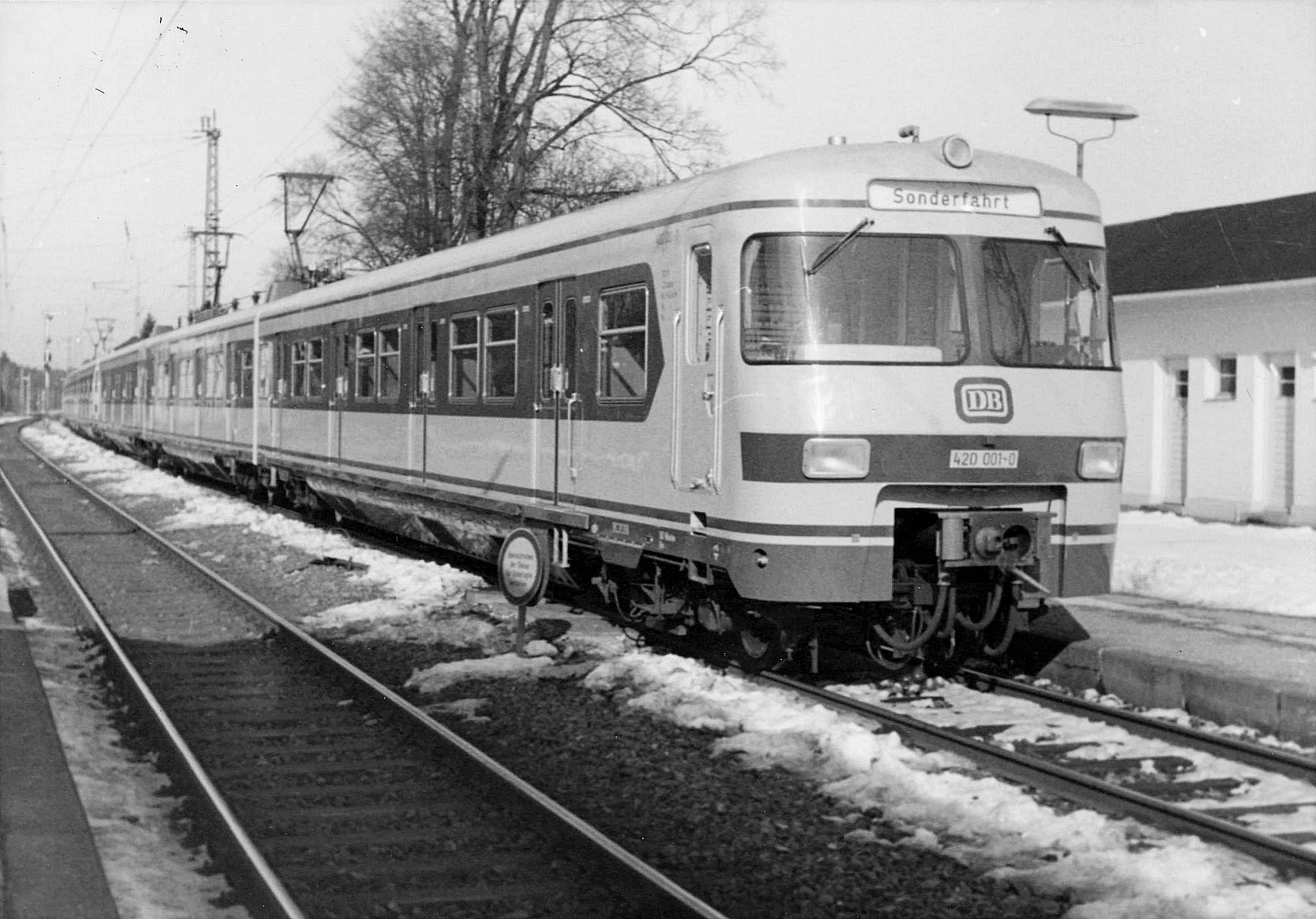
Elektrická jednotka 420.001 ve stanici Gauting v roce 1970

Provoz mnichovské S-Bahn byl slavnostně zahájen 28. května 1972 po šesti letech stavebních prací. Délka linek dosahovala 360 kilometrů, cestující na nich vozilo 101 elektrických jednotek řady 420 v intervalech 20 až 40 minut. Prognózy předpokládaly 240 tisíc cestujících denně, ve skutečnosti však S-Bahn během prvního roku provozu využívalo až 400 tisích cestujících denně. Pouhé tři měsíce po zahájení provozu hostil Mnichov Letní olympijské hry 1972, které trvaly 17 dní a během kterých využilo S-Bahn 3,18 milionu cestujících.

### Další rozvoj
Kvůli neustále rostoucím počtům cestujících a s tím související poptávce po dopravě rozhodla v letech 1973 a 1974 Deutsche Bundesbahn o realizaci dalších staveb. Na tratích Mammendorf – Lochhausen a München Ost – Grafing byly pro S-Bahn vybudovány samostatné koleje, který umožnily zvýšit frekvenci spojů. Nové stanice Esting, Neuperlach Süd a Unterschleißheim zase zlepšily dopravní spojení do nově vybudovaných sídlišť. Došlo také k rozšíření depa Steinhausen, zlepšení trakčního napájení a výstavby parkovišť P+R. V roce 1986 bylo dokončeno zkapacitnění trati Freiham – Weßling – Herrsching, které umožnilo zavedení desetiminutového intervalu.
17. března 1992 byla dokončena výstavba trati z města Ismaning na Letiště Mnichov pro linku S8. Od 29. listopadu 1998 jezdí na letiště také linka S1, která využívá trať z města Neufahrn. 

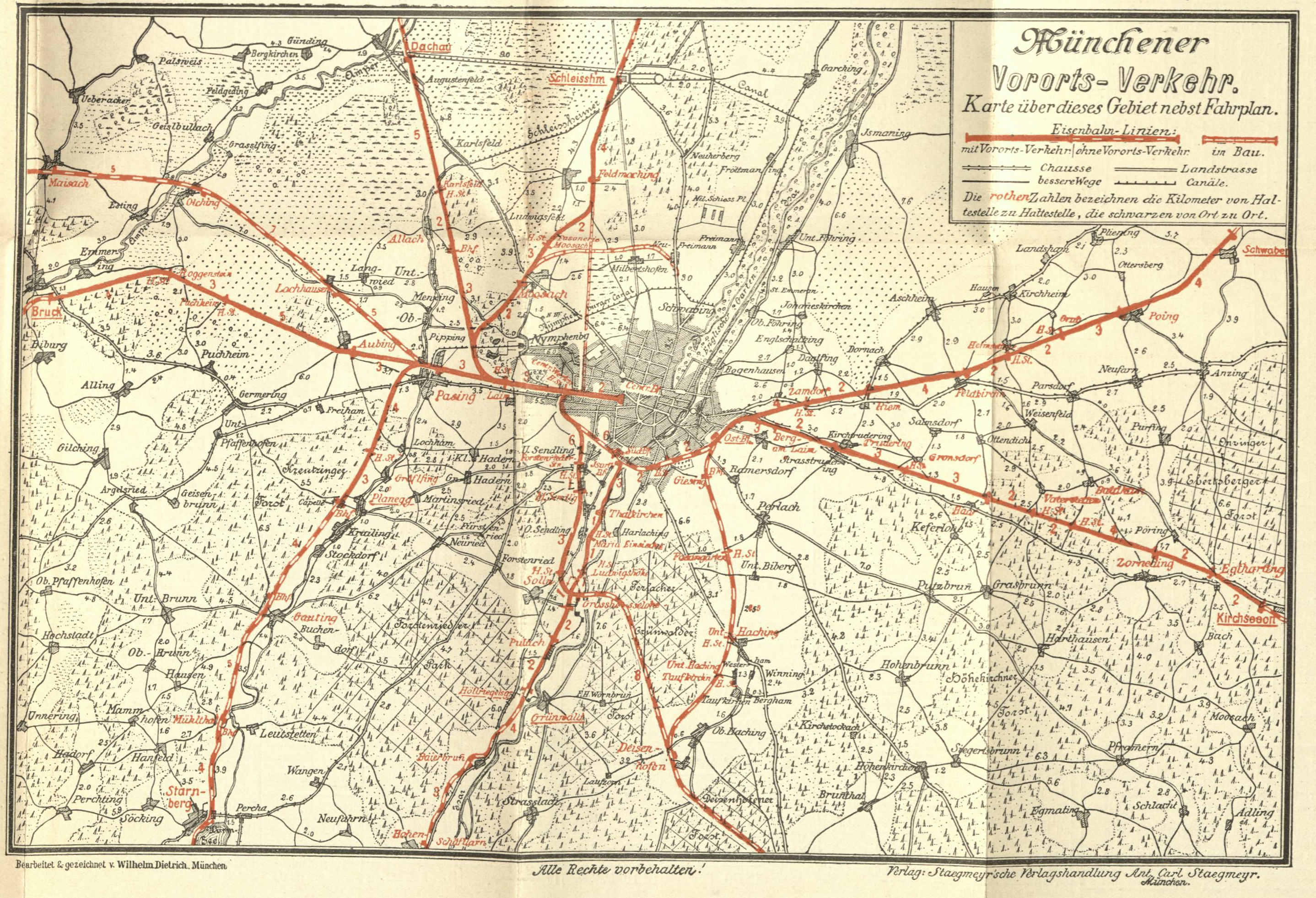
Mapa příměstských železnic z roku 1898
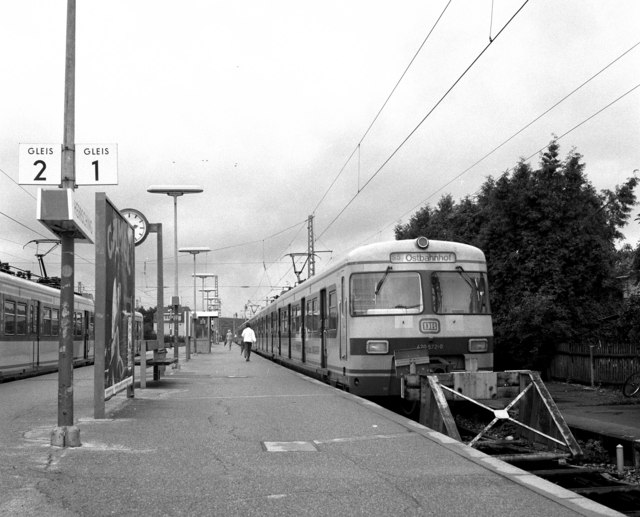
Stanice Herrsching s jednotkou řady 420 v roce 1982
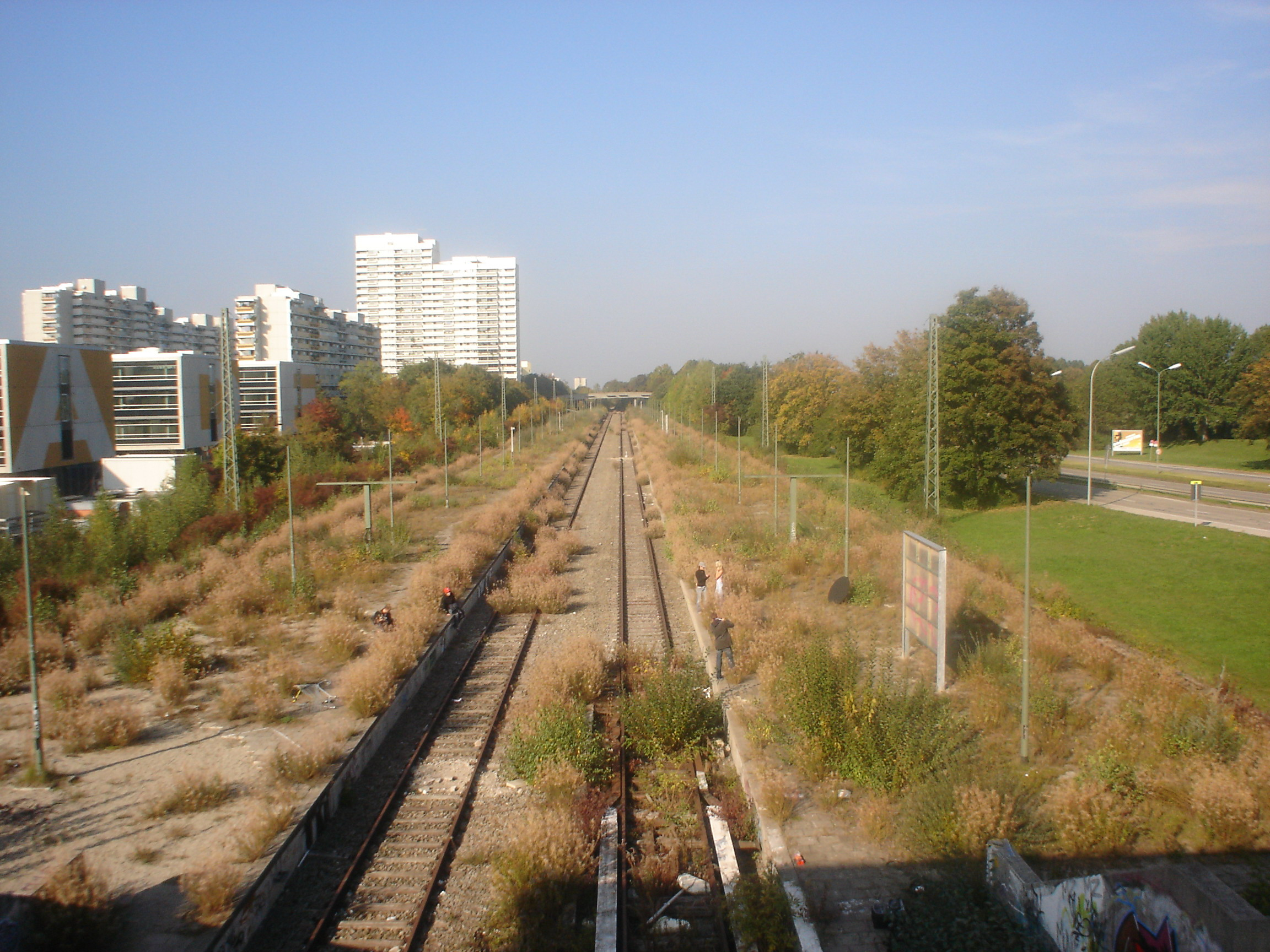
Opuštěná stanice München Olympiastadion
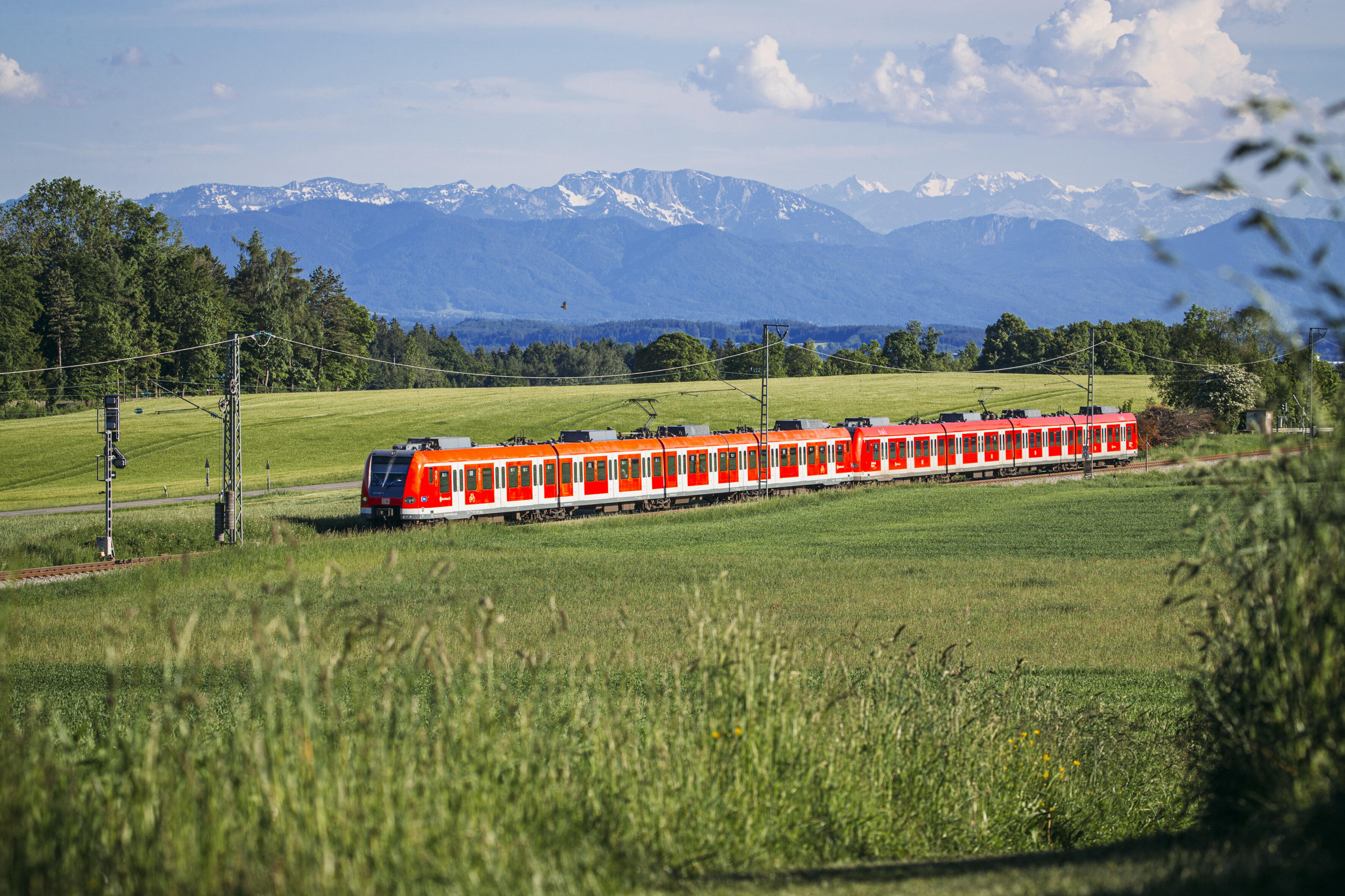
Elektrické jednotky řady 423 u stanice Schäftlarn
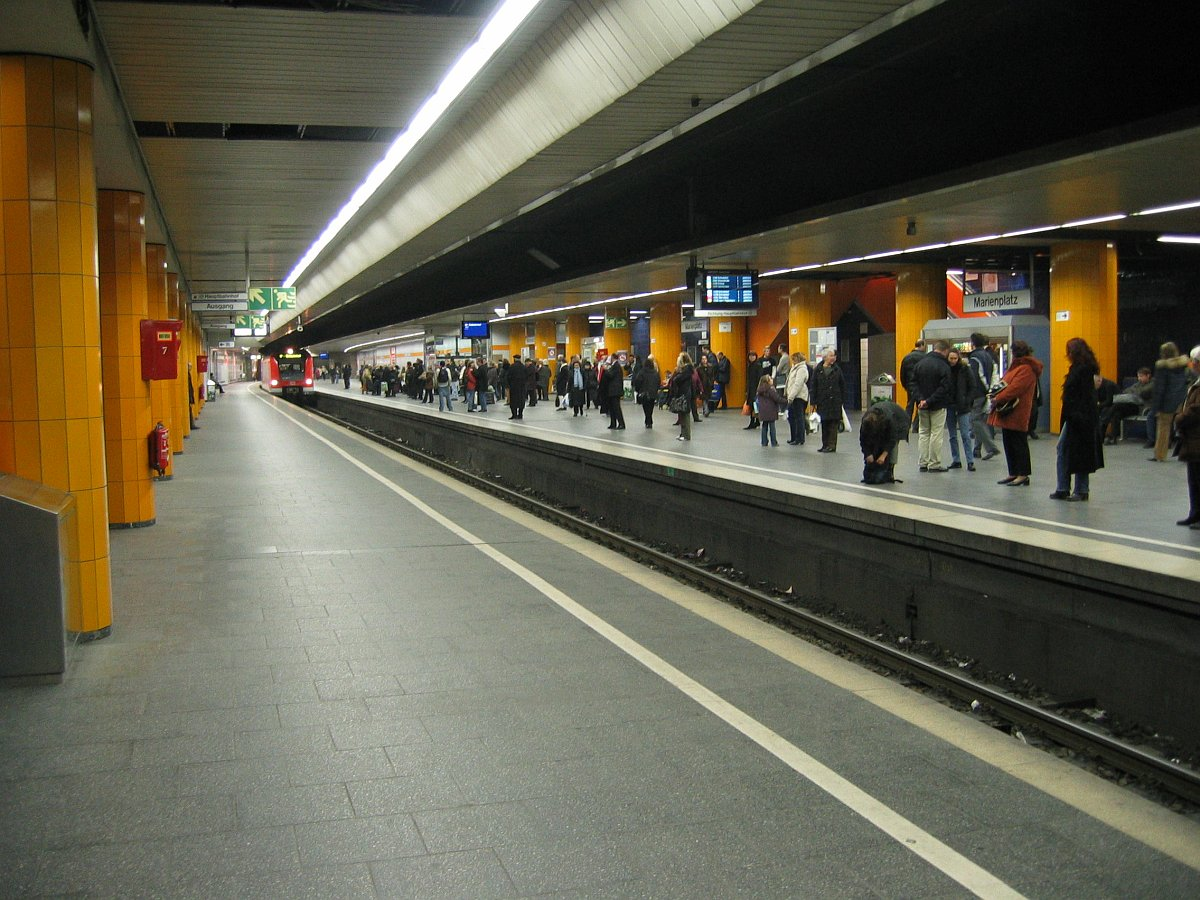
Podpovrchová stanice München Marienplatz
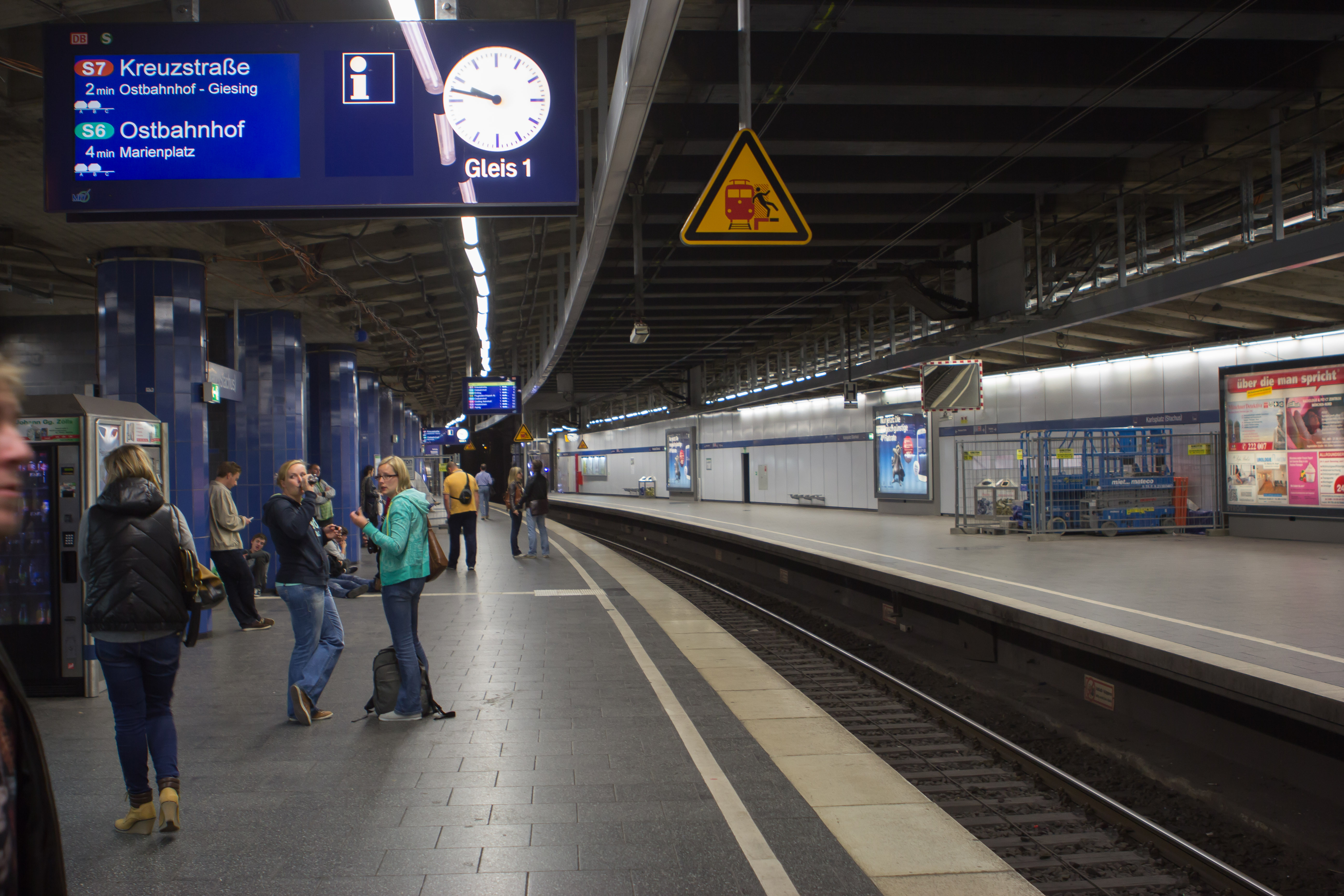
Podpovrchová stanice München Karlsplatz
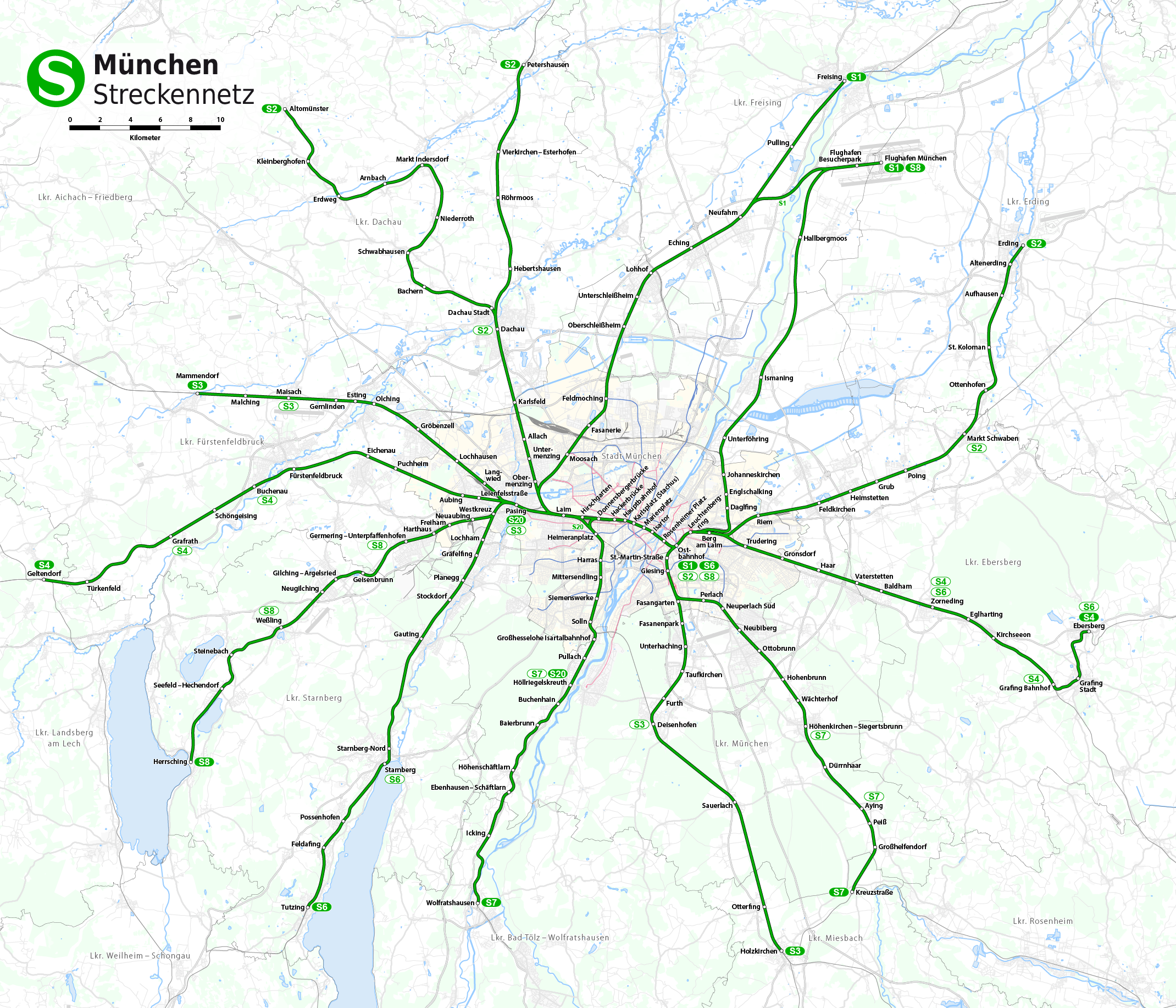
Mapa sítě Mnichovské S-bahn z roku 2024

## Linkové vedení v roce 2025
| Linka | Trasa | Interval ve špičce |
| ----- | --- | ------------------ |
|       | Freising / Flughafen – Feldmoching – Laim – Hauptbahnhof – Marienplatz – Ostbahnhof – Leuchtenbergring                      | 20 min             |
|       | Petershausen / Altomünster – Dachau – Laim – Hauptbahnhof – Marienplatz – Ostbahnhof – Markt Schwaben – Erding              | 10 min             |
|       | Mammendorf – Gröbenzell – Pasing – Laim – Hauptbahnhof – Marienplatz – Ostbahnhof – Giesing – Deisenhofen – Holzkirchen     | 10 min             |
|       | Geltendorf – Grafrath – Pasing – Laim – Hauptbahnhof – Marienplatz – Ostbahnhof – Trudering (– Haar – Grafing – Ebersberg)  | 20 min             |
|       | (Weßling – Westkreuz –) Pasing – Laim – Hauptbahnhof – Marienplatz – Ostbahnhof – Neuperlach Süd – Ottobrunn – Kreuzstraße  | 20 min             |
|       | Tutzing – Starnberg – Pasing – Laim – Hauptbahnhof – Marienplatz – Ostbahnhof – Trudering – Zorneding – Grafing – Ebersberg | 20 min             |
|       | Wolfratshausen – Höllriegelskreuth – Solln – Mittersendling – Heimeranplatz – Hauptbahnhof                                  | 20 min             |
|       | Herrsching – Weßling – Westkreuz – Pasing – Laim – Hauptbahnhof – Marienplatz – Ostbahnhof – Johanneskirchen – Flughafen    | 20 min             |
|       | Höllriegelskreuth – Solln – Mittersendling – Heimeranplatz – Pasing                                                         | /                  |

## Vozový park

### Řada 420
Provoz systému S-Bahn v roce 1972 zahajovaly elektrické jednotky řady 420. Jsou tvořeny třemi vozy o celkové délce 67,4 metru, do kterých se vejde 192 sedících a 266 stojících cestujících. Nástupní hrana se nachází ve výšce 1 030 mm nad temenem kolejnice a jejich maximální rychlost je 120 km/h. Počet jednotek pro S-Bahn Mnichov se postupně zvyšoval z původních 120 až na 209 kusů v roce 1996. První fáze jejich provozu skončila v roce 2004. Kvůli nedostatku vozidel po dokončení elektrizace trati Dachau – Altomünster v roce 2014 bylo ze Stuttgartu převzato 15 jednotek řady 420, které vozový park posílily. V roce 2020 byly pořízeny dalších čtyři jednotky, tentokrát z Kolína nad Rýnem a Porýní. Od změny jízdního řádu v prosinci 2024 jezdí jednotky řady 420 na linkách S2 (úsek Dachau – Altomünster), S4 (úsek Geltendorf – Pasing) a S20.

### Řada 423
V letech 2000 až 2005 bylo do Mnichova dodáno 238 elektrických jednotek řady 423. Oproti starším jednotkám řady 420 jsou tvořeny čtyřmi články o celkové délce 67,4 metru, které jsou propojeny pomocí jakobsových podvozků. Nástupní hranu mají oproti řadě 420 mírně sníženou na 995 mm. Jednotky nabízí maximální rychlost 140 km/h, klimatizovaný a plně průchozí interiér, kamerový systém a od roku 2023 také Wi-Fi připojení. Celková kapacita je 192 sedících a 352 stojících cestujících. Během dopravních špiček jsou na vybraných spojích provozovány tři spřažené jednotky. 

### Řada 424
Během roku 2023 bylo z Hannoveru převzato 16 modernizovaných jednotek řady 424. Tyto jednotky, které jsou vzhledově podobné řadě 423, mají menší počet dveří a podlahu ve výšce pouze 760 milimetrů na temenem kolejnice. V roce 2024 jezdily na linkách S2 (úsek Dachau – Altomünster), S4 (úsek Geltendorf – Pasing) a S20. Od roku 2025 jsou nasazovány výhradně na linku S7 (Wolfratshausen – München Hbf).

### Nové jednotky Siemens
Společnost Siemens zvítězila v roce 2023 v tendru na dodávku 90 nových souprav označovaných jako XXL S-Bahn. 202 metrů dlouhé plně průchozí jednotky pro až 1 841 cestujících budou postupně uváděny do provozu od roku 2028. Součástí kontraktu je i opce na dalších 90 jednotek.

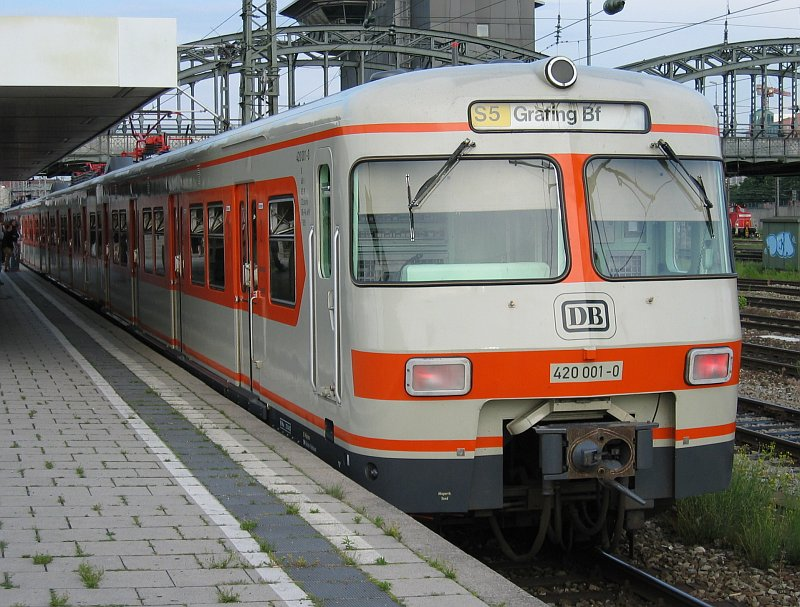
Elektrická jednotka 420.001 v původním oranžovém nátěru
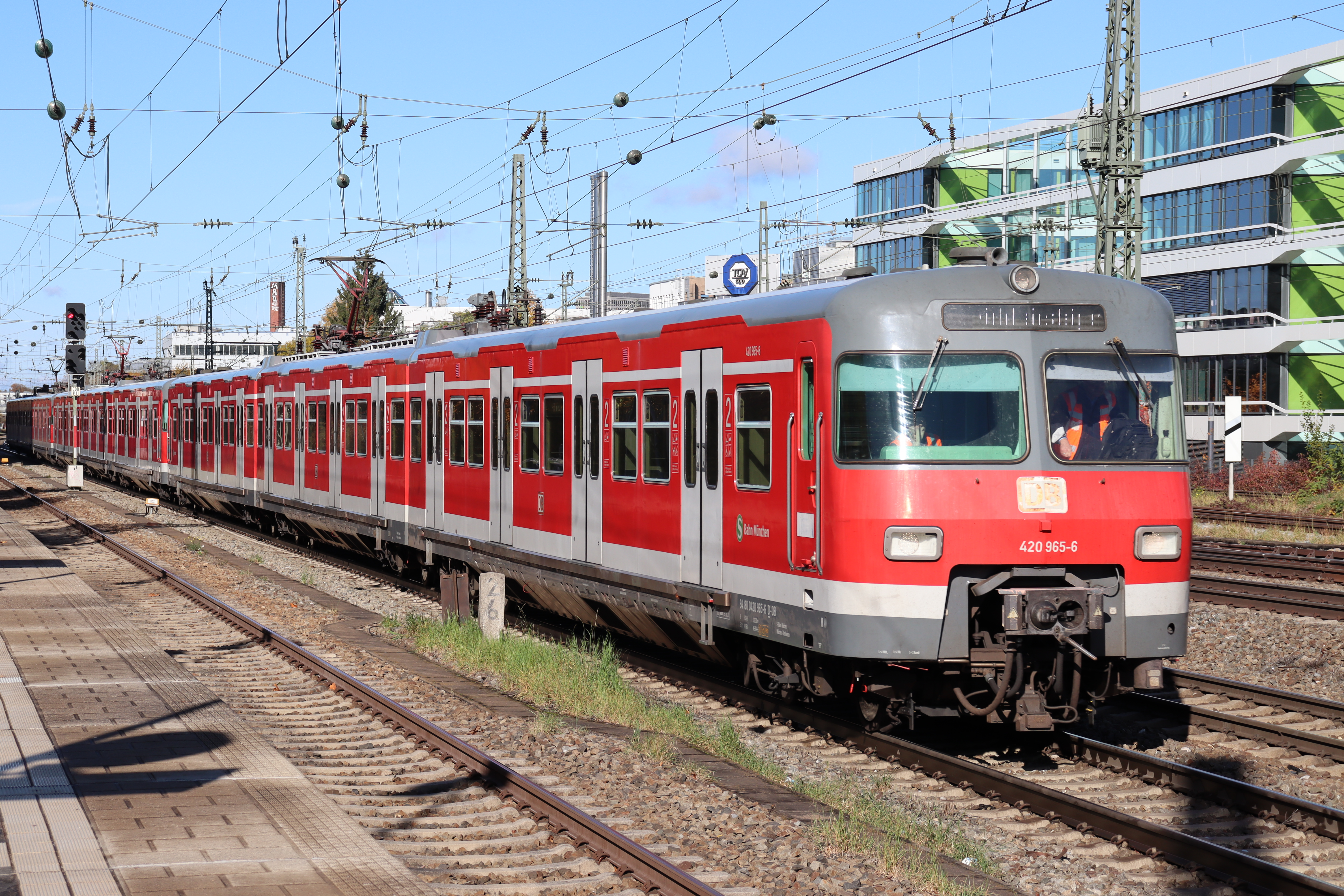
Tři spřažené jednotky řady 420 ve stanici Heimeranplatz
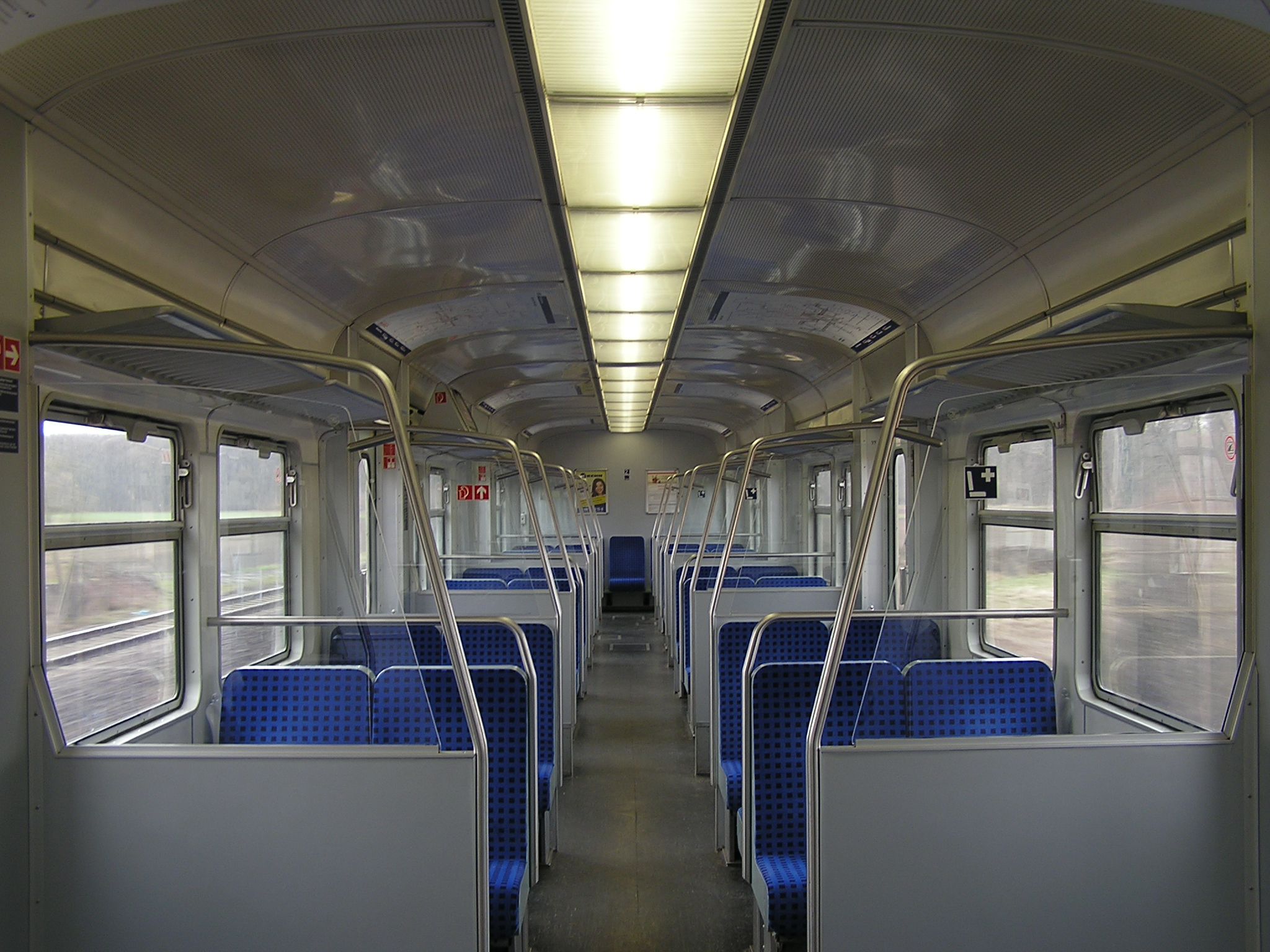
Interiér jednotky řady 420 po modernizaci
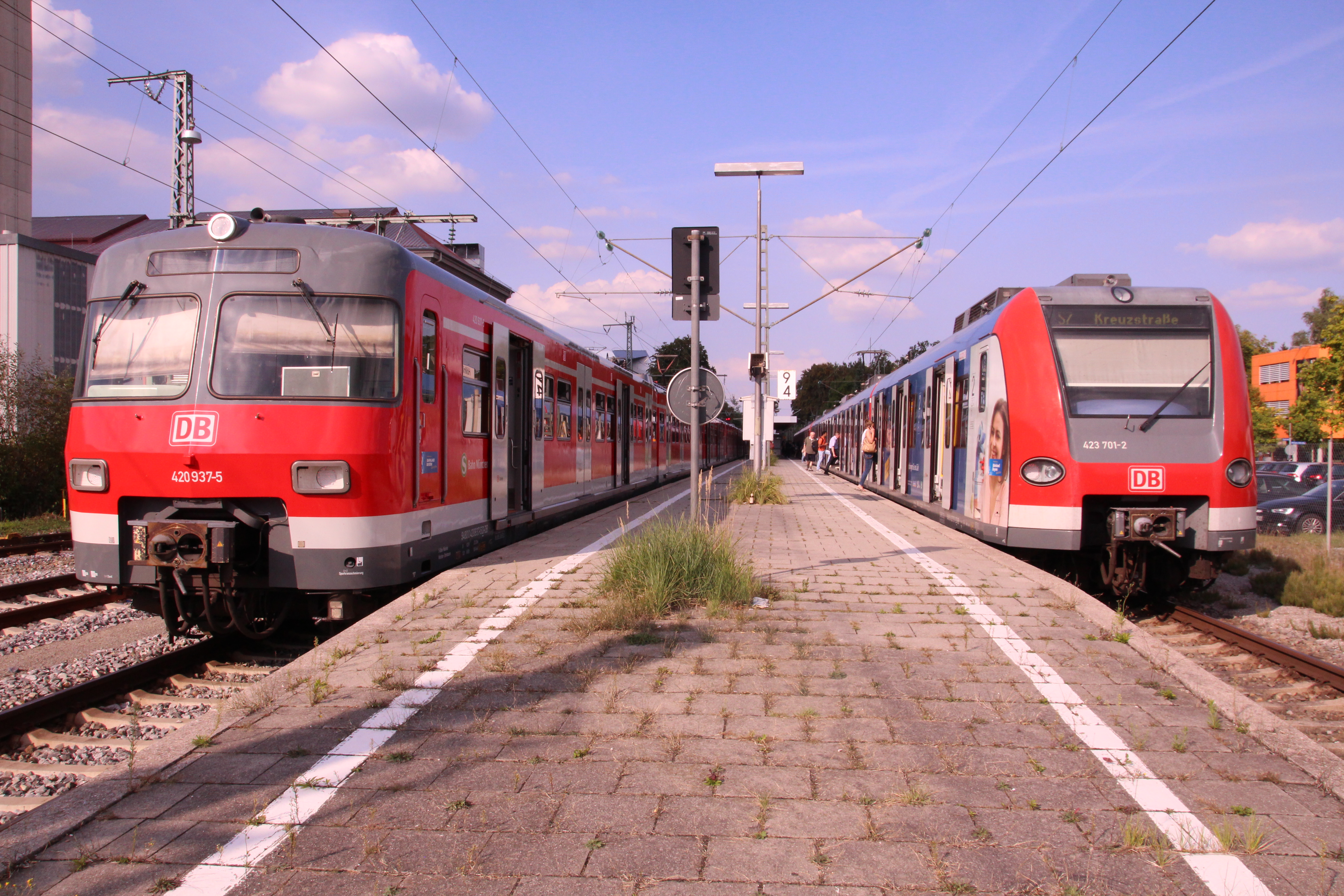
Elektrické jednotky řad 420 a 423 ve stanici Höllriegelskreuth
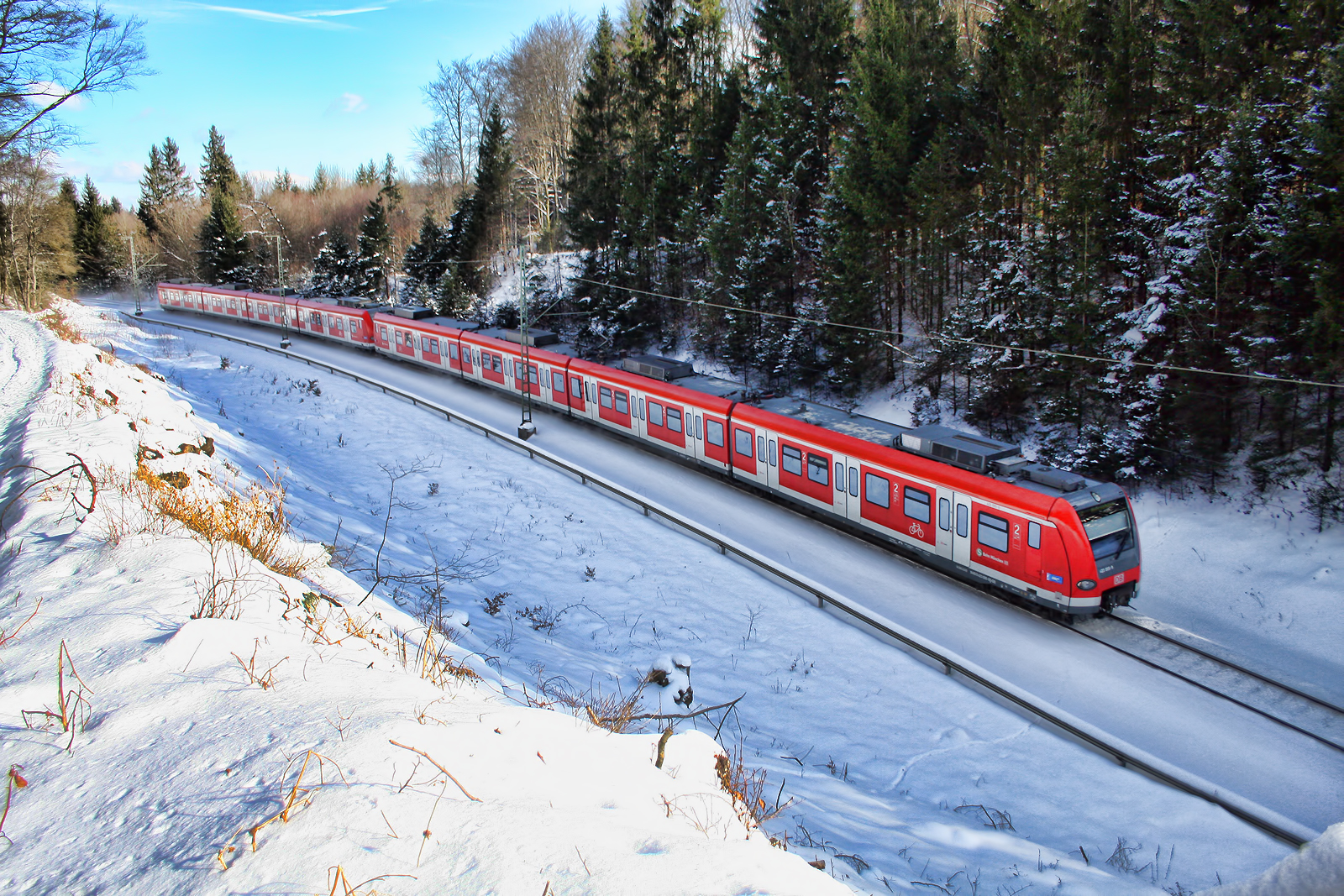
Spřažené jednotky řady 423 mezi stanicemi Steinebach a Weßling
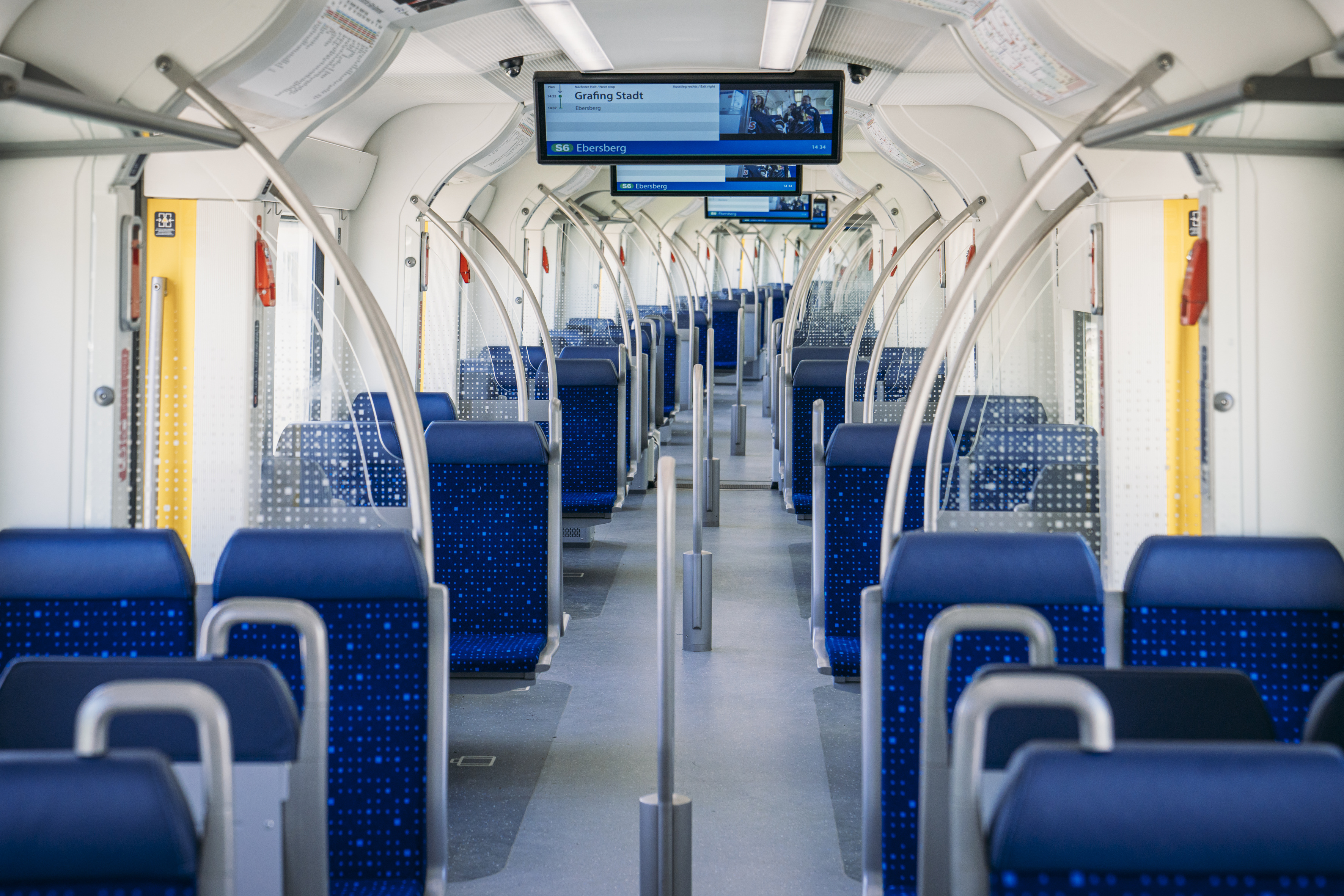
Interiér modernizované jednotky řady 423
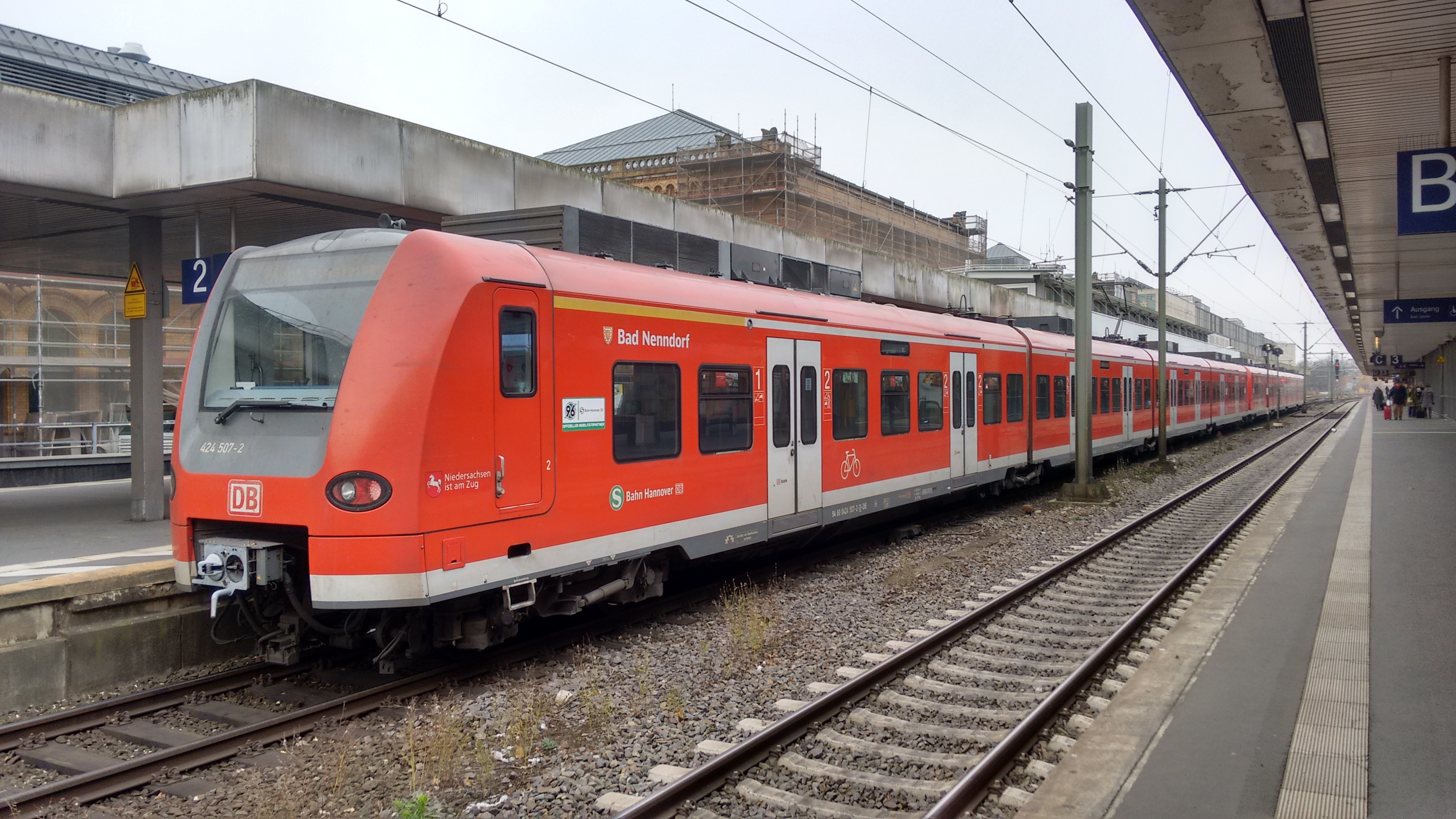
Jednotka řady 424 před modernizací a přesunem do Mnichova

## Budoucnost
Kvůli nedostatečné kapacitě kmenové trati Stammstrecke byl od 90. let 20. století připravován projekt výstavby druhé tratě se tři stanicemi: Hauptbahnhof, Marienhof/Marienplatz a Ostbahnhof. Výstavba 11 kilometrů dlouhé Zweite Stammstrecke byla slavnostně zahájena 5. dubna 2017. Po jejím dokončení, se kterým se podle zpráv zveřejněných v červnu 2022 počítá až v roce 2037, budou mít vlaky S-Bahn mezi stanicemi Laim a Leuchtenbergring k dispozici čtyři koleje, což umožní posílení provozu a zavedení expresních spojů.

Plánované linkové vedení po dokončení Zweite Stammstrecke
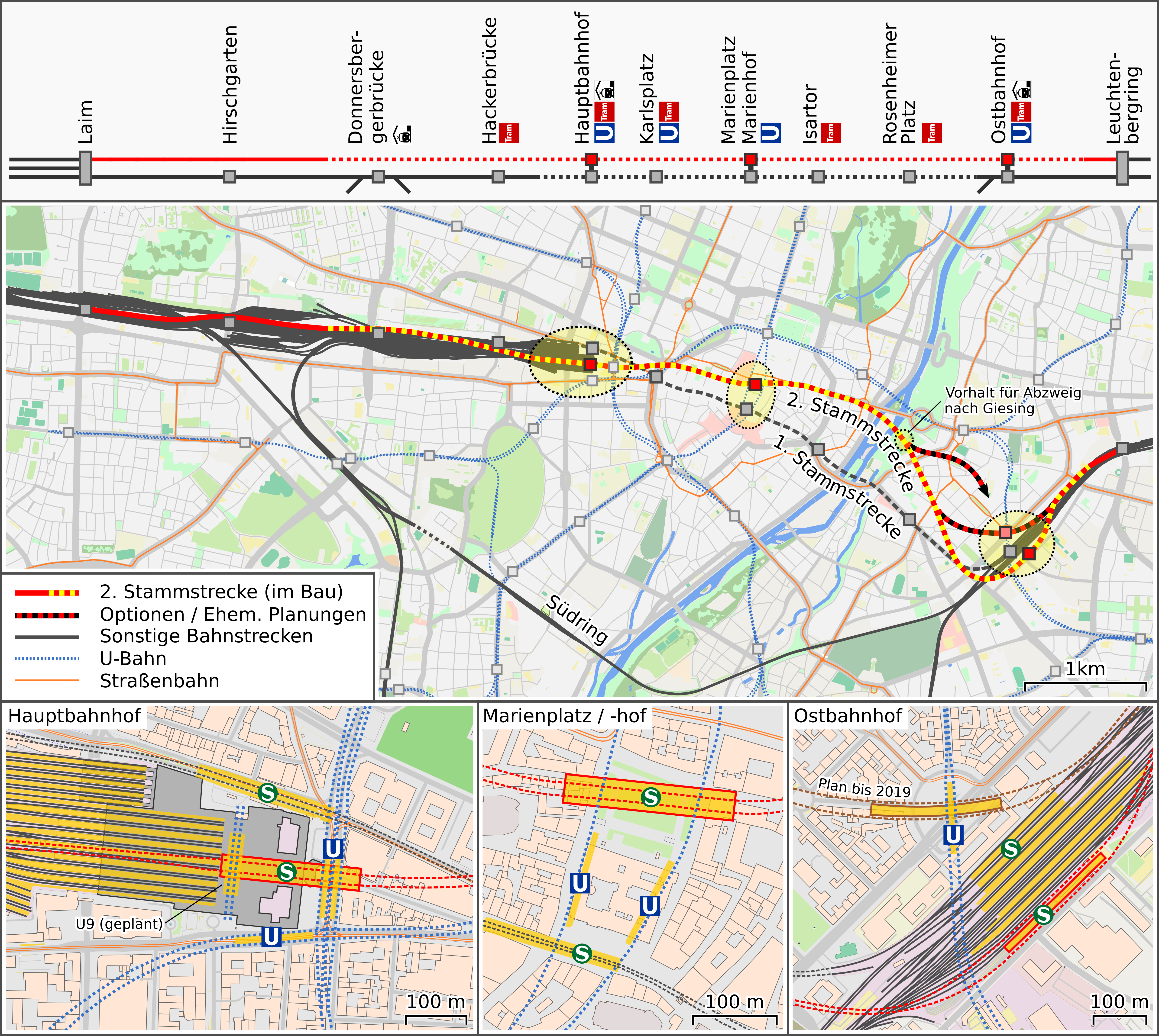
Mapa a detaily Zweite Stammstrecke
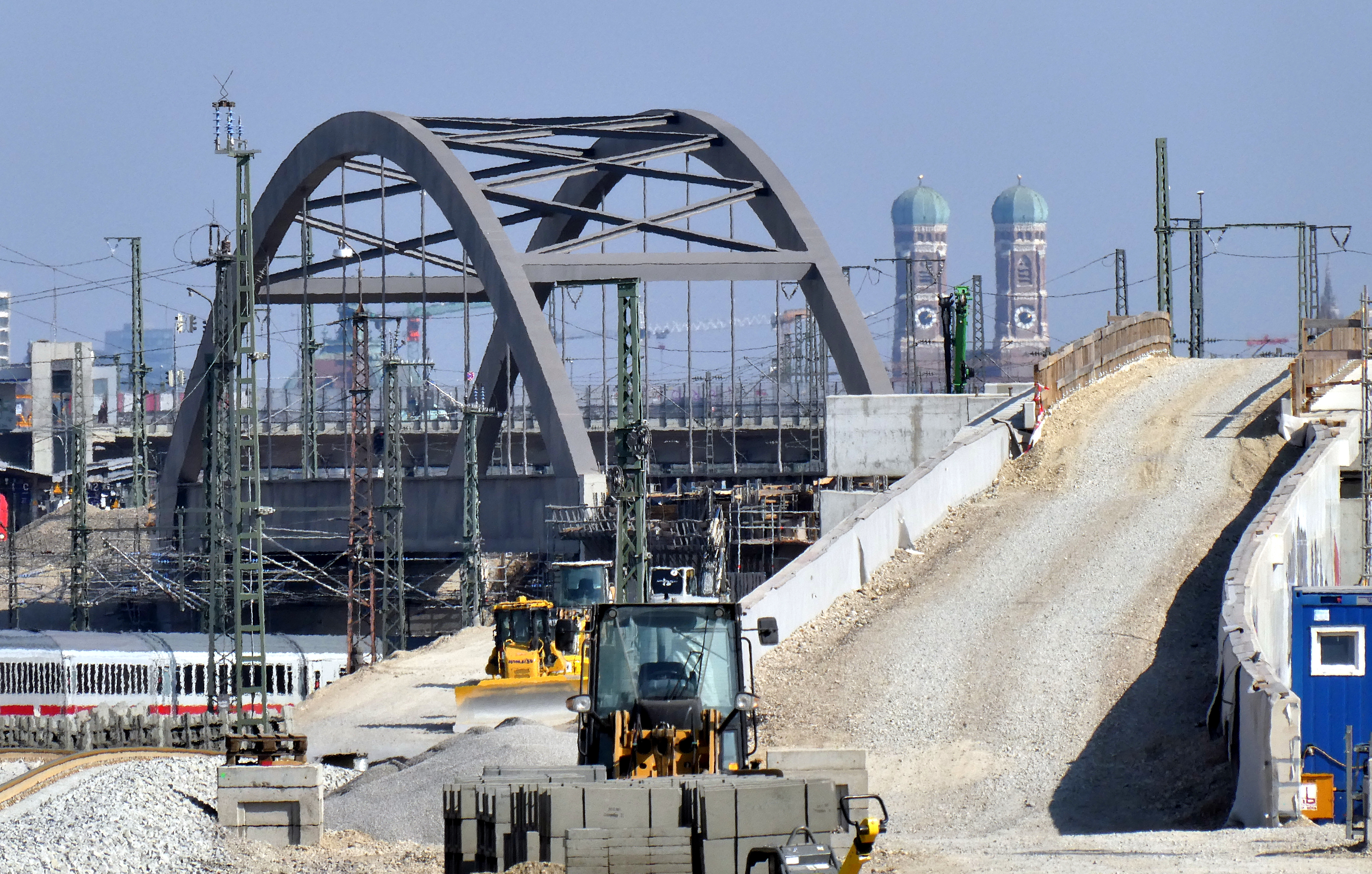
Výstavba navazujících staveb u stanice Laim
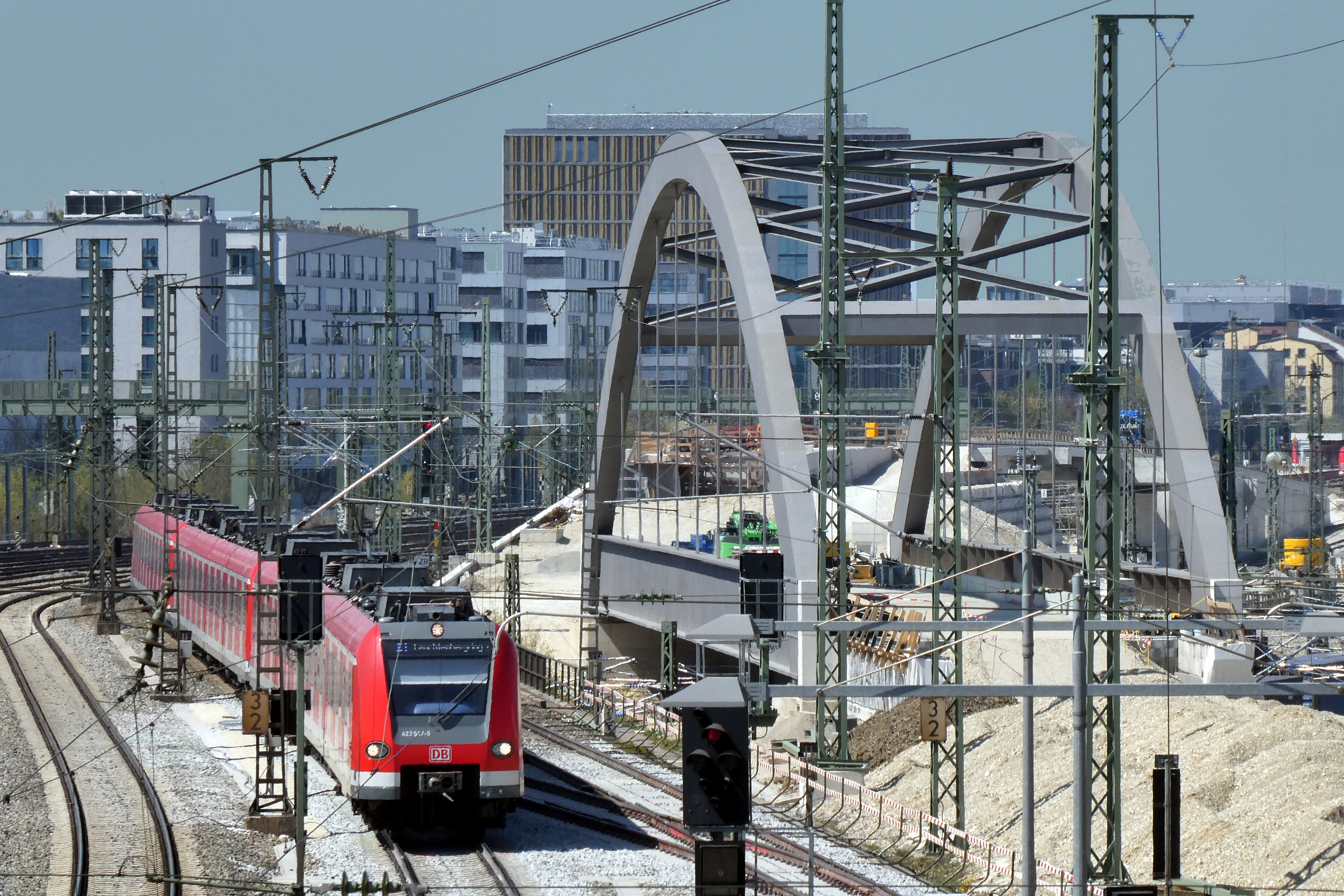
Jednotka řady 423 a nový most u stanice Laim
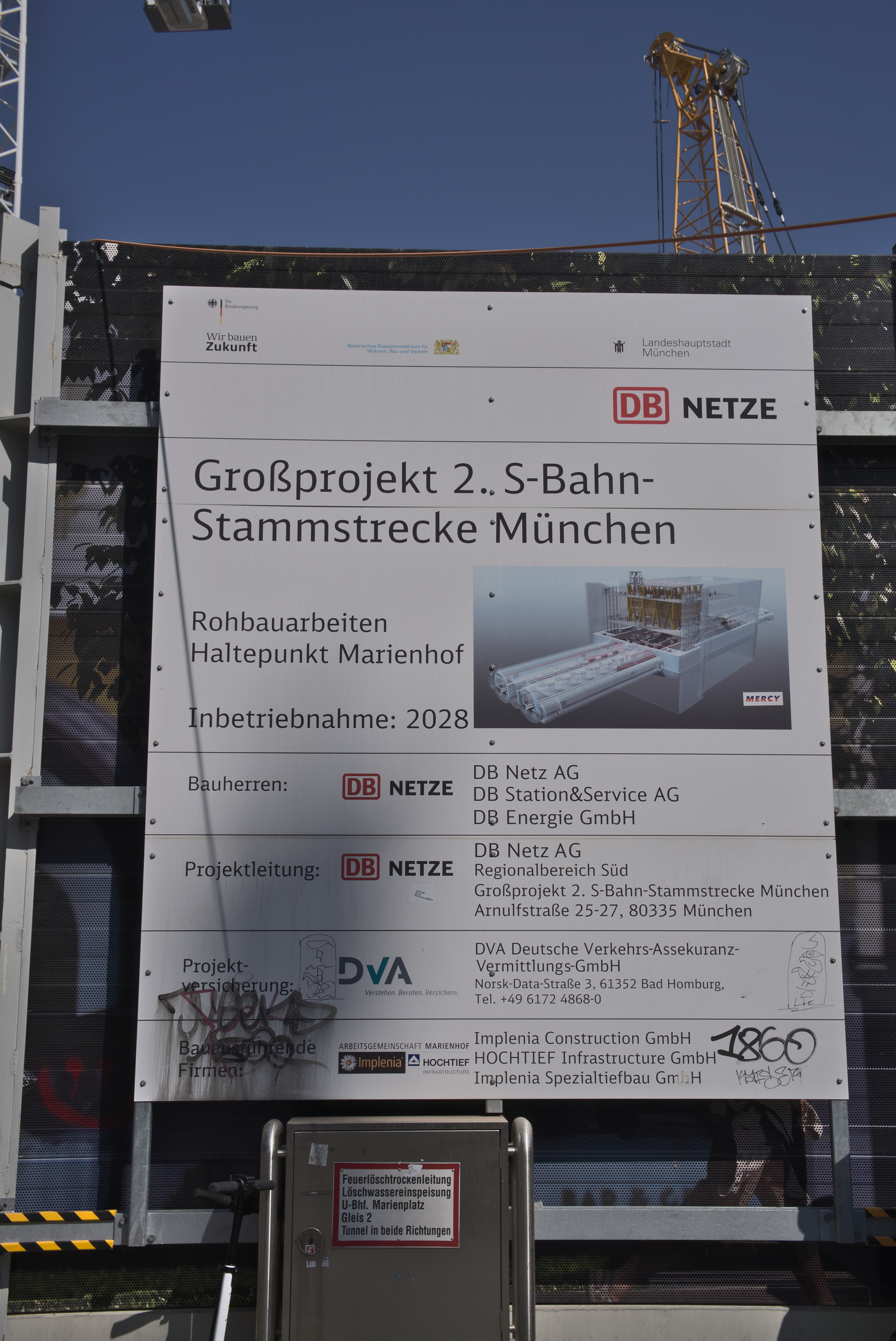
Informační tabule DB Netze